# Hertogdom Saksen-Coburg (1680-1699)
Het Hertogdom of Vorstendom Saksen-Coburg (Duits: Herzogtum of Fürstentum Sachsen-Coburg) was een land in het Heilige Roomse Rijk dat geregeerd werd door de Ernestijnse linie van het Huis Wettin. Het hertogdom ontstond in 1680, na de verdeling van Saksen-Gotha onder de zonen van hertog Ernst de Vrome. Zijn tweede overlevende zoon Albrecht kreeg Saksen-Coburg als zelfsandig vorstendom. Albrecht overleed in 1699 zonder kinderen, waarna een langdurige erfstrijd uitbrak tussen een aantal takken uit de Ernestijnse linie. Uiteindelijk werd Coburg verdeeld tussen Saksen-Saalfeld, dat sindsdien Saksen-Coburg-Saalfeld heet, Saksen-Meiningen en Saksen-Hildburghausen.
Het hertogdom lag ten zuidwesten van het Thüringer Woud, in het noorden van de regio Franken. Binnen het Heilige Roomse Rijk was het ingedeeld in de Opper-Saksische Kreits.